# Stadtbibliothek Hanau
Die Stadtbibliothek Hanau ist die öffentliche Bibliothek der Stadt Hanau. Sie befindet sich im Kulturforum Hanau zusammen mit dem Stadtarchiv Hanau.

## Geschichte
Den Grundstein für eine Bibliothek in Hanau bildete die private Sammlung des Regierungsrats Johann Peter Ruth mit 3100 Bänden, der diese Sammlung mit seinem Tod im Jahr 1845 der Stadt Hanau vermachte mit der Auflage, daraus eine öffentliche Bibliothek zu gründen. Hieraus entstand im Jahr 1846 die Allgemeine Lesegesellschaft zur Stadtbibliothek Hanau. Mitglieder konnten gegen einen jährlichen Mitgliedsbeitrag neue Werke drei Jahre lang exklusiv lesen, anschließend fielen sie in den Bestand der Städtischen Bibliothek und konnten von allen Hanauer Bürgern genutzt werden.
Die Bibliothek wuchs in den Folgejahren durch zahlreiche Spenden Hanauer Bürger, u. a. durch den Juristen Jakob Löbenstern, der 1864 seine private Sammlung mit 250 Titel und 400 Bänden der Stadt stiftete, sowie dem Konsistorialrat Johann Ulrich Emmel, der im Jahr 1870 der Stadt über 1000 Bände stiftete.
Die Stadtbibliothek war seit 1922 im ehemaligen Gebäude des Landgerichts Hanau am Neustädter Markt untergebracht und brannte bei den Luftangriffen auf Hanau vollständig aus, wobei die gesamte Sammlung von 60.000 Büchern vernichtet wurde. Lediglich 6500 überwiegend wissenschaftliche Titel wurden im Jahr 1944 ausgelagert und konnten so gerettet werden.
Nach dem Krieg zog die Stadtbibliothek vorübergehend nach Schloss Philippsruhe, bis die Entscheidung fiel, die Stadtbibliothek zukünftig im Kanzleibau des ehemaligen Stadtschlosses Hanau unterzubringen. 1953 wurden die Räumlichkeiten bezogen, die Bibliothek galt seinerzeit als die modernste Hessens.
Durch den wachsenden Bestand herrschte zunehmend Platzmangel, sodass die Stadt Hanau schon länger nach einer Alternative suchte. Die ergab sich schließlich mit dem geplanten Stadtumbau und dem Bau des Forum Hanau. Die Stadt Hanau mietete einen Gebäudeteil des Forums Hanau für eine Jahresmiete von 1,71 Mio. Euro zuzüglich 531.000 Euro Betriebskosten an und investierte 2,1 Millionen Euro in die Ausstattung. Im Juli 2015 begann der Umzug von 150.000 Büchern vom Kanzleibau zum neuen Sitz der Bibliothek im Forum Hanau, dem Kulturforum, nach zwei Monaten war der Umzug vollbracht und die Stadtbibliothek Hanau konnte im September 2015 ihre Neueröffnung feiern.
Das Medienzentrum hatte eine andere Geschichte. Es entstand auf Initiative eines Lehrers an der Bezirksschule I (heutige Pestalozzischule) im Jahr 1934 und wurde zunächst auch dort untergebracht. Im Zweiten Weltkrieg wurde das historische Stadtbild der Stadt Hanau in Anbetracht des drohenden Bombenkriegs systematisch dokumentiert und fotografisch erfasst. Die Bildstelle befand sich im Stadtschloss Hanau und ging im Luftangriff auf Hanau unter, die Negative selbst lagerten im Luftschutzkeller unter dem Neustädter Rathaus und überstanden den Krieg unversehrt. Nach dem Krieg wurden aus Kostengründen die Bildstellen von Stadt und Landkreis Hanau zusammengelegt. Erst 1992 wurde die Zusammenarbeit mit dem nunmehrigen Main-Kinzig-Kreis aufgekündigt und die Stadt Hanau verwaltete ihre Bildstelle wieder selbst. Nach mehreren Umzügen bezog die Bildstelle ein Domizil im Technischen Rathaus in der ehemaligen Hessen-Homburg-Kaserne. Mit Eröffnung des Kulturforums Hanau wurde die Bildstelle mit der Stadtbibliothek zusammengelegt.
Mit der Eingemeindung der Stadt Großauheim übernahm die Stadt Hanau die dortige Stadtbibliothek in einem historischen Gebäude in der Alten Langgasse in der Großauheimer Altstadt. Pläne der Stadt Hanau, die Zweigstelle aus Kostengründen zu schließen, führten zu großer Kritik und zur Aufnahme der Zweigstelle Großauheim in die Rote Liste Kultur. Die Zweigstelle Großauheim konnte schließlich auf Initiative Großauheimer Bürger erfolgreich privatisiert werden und wird seit 2014 in privater Regie weitergeführt.

## Bestand
Die Stadtbibliothek Hanau verfügt heute über 132.000 Bände. Neben der modernen Belletristik liegt der Schwerpunkt der Stadtbibliothek Hanau in der Heimatkunde mit der landeskundlichen Abteilung Hanau-Hessen, die über 16.000 Bände verfügt, von denen 2300 historische Bände aus der Zeit vor dem Zweiten Weltkrieg stammen. Insgesamt gehören zur wissenschaftlichen Abteilung 4200 Bände mit historischen Werken bis in das 16. Jahrhundert zurück sowie 450 Zeitschriftenbände mit historischen Zeitungen wie dem Hanauer Anzeiger.
Das Stadtarchiv Hanau ist als Präsenzbibliothek für die Öffentlichkeit zu eingeschränkten Öffnungszeiten zugänglich. Das Kulturforum ist daneben auch Sitz des Hanauer Geschichtsvereins und der Wetterauischen Gesellschaft mit ihren eigenen umfangreichen historischen Sammlungen.

## Nutzung
Die Ausstellung eines Bibliotheksausweis ist nicht geographisch beschränkt. Von 13.000 ausgestellten Bibliotheksausweisen fallen 8700 auf Hanauer Bürger, 3300 auf Bürger des Main-Kinzig-Kreises, der Rest verteilt sich auf die Städte und Gemeinden im entfernteren Umland. Die Stadtbibliothek Hanau hat einen Einzugsbereich, der bis nach Frankfurt, der Wetterau und dem bayerischen Kahlgrund reicht. Im Jahr 2018 wurden 385.000 Medien ausgeliehen, ein Rückgang um 30.000 Medien gegenüber dem Vorjahr.